# Louis d'Anjou-Mézières
Pour les articles homonymes, voir Louis d'Anjou (homonymie).
Pour les autres membres de la famille, voir Famille d'Anjou-Mézières.
Louis d'Anjou-Mézières, bâtard du Maine, mort en 1489, est un seigneur, fils bâtard légitimé de Charles IV du Maine. Il est seigneur et baron de Mézières-en-Brenne, Sainte-Néomaye, Pré, Villaines-la-Juhel, Montmirail, Authon, La Bazoche-Gouet et Ferrière.

## Biographie

### Bâtard d'une maison princière
Louis d'Anjou-Mézières, appelé le bâtard du Maine, est le fils naturel de Charles IV du Maine, comte du Maine et de Guise, appartenant à la Maison de Valois-Anjou. Charles IV du Maine le légitime à Amboise en mai 1468,,,.
Le 10 mars 1465, Louis reçoit de son père la seigneurie de Mézières-en-Brenne,,,,, don ratifié par son frère consanguin Charles V d'Anjou en 1473. Le 14 septembre 1475, ce même Charles V d'Anjou vend au bâtard du Maine les seigneuries de Montmirail, Authon et La Bazoche-Gouet,. La même année, le roi Louis XI lui confie la garde du Mans et de Sablé.
Le 6 juin 1476, Louis d'Anjou-Mézières achète à Hardouin de Maillé la seigneurie de Ferrière en Touraine,. Le 9 août 1482, il achète la seigneurie de Neuvy-Pailloux à François de Chauvigny, seigneur de Châteauroux. Il est également seigneur de Sainte-Néomaye, Pré et Villaines-la-Juhel,.
En 1480, le roi Louis XI nomme le bâtard du Maine tuteur de Louis II de La Trémoille, Jean de La Trémoille et Jacques de La Trémoille, frères mineurs de sa femme Anne de La Trémoille,. En 1482, Louis d'Anjou-Mézières devient sénéchal et gouverneur du Maine, conseiller et chambellan du roi,.
Il possède un livre d'heures à ses armoiries, qu'on attribue au Maître de Jouvenel.

### Mariage et descendance
Louis d'Anjou-Mézières épouse le 26 novembre 1474 Anne de La Trémoille, fille de Louis Ier de La Trémoille,,,,. Après la mort de son mari, elle se remarie avec Guillaume de Rochefort puis avec Jacques de Rochechouart seigneur du Bourdet,.
Louis d'Anjou-Mézières et Anne de La Trémoille ont quatre enfants :
- Anne, née à Mézières-en-Brenne le 9 mars 1478, morte jeune[2],[14] ;
- Renée, née à Mézières-en-Brenne le 16 juin 1480 épouse le 25 janvier 1493 François de Pontville, vicomte de Rochechouart[2],[14],[15] ;
- Louis, né à Mézières-en-Brenne le 23 octobre 1482, mort jeune[2],[3] ;
- René, né à Mézières-en-Brenne le 5 octobre 1483 et mort en Avignon en 1521, baron de Mézières, qui continue la famille[2],[14],[15].

### Mort et sépulture

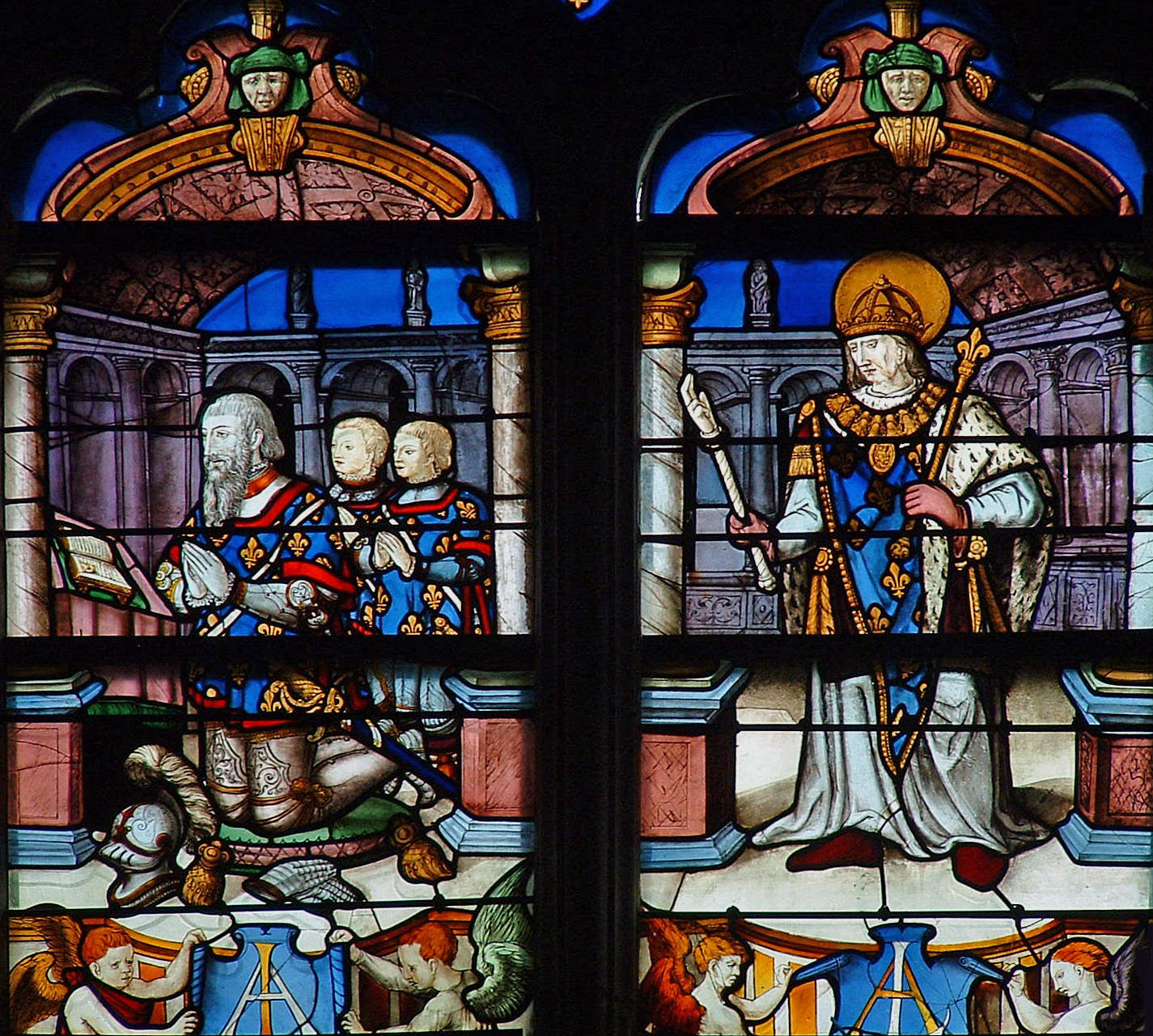
Chapelle d'Anjou (XVIe siècle) de l'église Sainte-Marie-Madeleine de Mézières-en-Brenne. Détail du vitrail de la fenêtre Est figurant à gauche Louis d'Anjou-Mézières et ses deux fils et à droite Saint Louis,.

Le bâtard du Maine établit son testament le 19 mars 1489, et meurt la même année, avant le mois de mai. Il choisit l'église Sainte-Marie-Madeleine de Mézières-en-Brenne comme lieu de sépulture,, en attendant que la chapelle qu'il y fait construire soit achevée : 

« Je ordonne ma sepulture en léglise de la Magdalaine de Mazière, pour ce que ma chappelle, que j'ay ordonnée estre faicte près ladicte eglise, n'est pas encore faicte, et après que madicte chappelle sera parfaicte, je vuelx que mon corps soit mis en madicte chappelle, en une voulte que j'ay ordonnée y estre faicte, et ma femme auprès de moy, si bon lui semble. »

Cette petite chapelle, située au nord de l'édifice principal de l'église Sainte-Marie-Madeleine de Mézières-en-Brenne, qui date du XIVe siècle, est achevée après la mort de Louis d'Anjou-Mézières. Elle comporte deux travées avec deux fenêtres.
Dans ce même testament, Louis d'Anjou-Mézières prévoit une rente perpétuelle pour l'église Sainte-Marie-Madeleine de Mézières-en-Brenne, dote sa fille survivante, Renée, et prévoit un legs pour sa fille naturelle, Françoise.
Le bâtard du Maine est représenté sur un vitrail d'une fenêtre de l'autre chapelle de cette église, la chapelle d'Anjou, érigée au XVIe siècle par son petit-fils Nicolas d'Anjou-Mézières,. Selon l'hypothèse avancée par Eugène Hucher, Louis d'Anjou-Mézières est également représenté sur un vitrail de la cathédrale Saint-Julien du Mans, ce que Jean-Bernard de Vaivre conteste.

## Armoiries
D’azur semé de fleur de lys d’or au lion d‘argent posé en chef et à dextre, à une barre d’argent brochant sur le tout, à la bordure de gueules.
Ou : D’azur à trois fleurs de lys d’or à la bordure de gueules, brisée au canton dextre d'un lion d‘argent à la barre d’argent.